# Atrichopogon citrinipes
Atrichopogon citrinipes är en tvåvingeart som beskrevs av Jean-Jacques Kieffer 1921. Atrichopogon citrinipes ingår i släktet Atrichopogon och familjen svidknott.
Artens utbredningsområde är Taiwan. Inga underarter finns listade i Catalogue of Life.